# Sergio Primera
Sergio Primera (ur. 26 września 1985) – wenezuelski zapaśnik w stylu klasycznym. Zajął 19 miejsce w mistrzostwach świata w 2005. Srebrny medal na mistrzostwach panamerykańskich w 2005. Mistrz igrzysk boliwaryjskich w 2005 roku.